# ジョナサン・ケナード
ジョナサン・ケナード（Jonathan Kennard、1985年6月26日 - ）は、イギリスのレーシングドライバー。2004年フォーミュラ・パーマー・アウディと2003年FPAウィンタートロフィーの2つのシリーズタイトルを獲得している。
2009年には、ウィリアムズF1チームのテストドライバーを勤め、イギリス・フォーミュラ3のナショナルクラス（2005年）とチャンピオンシップクラス（2007年）の両方でチャンピオンに輝く。彼はまた、2007年にゾルダーF3マスターズ、2007年にマカオグランプリに出場した。
2009年に彼は2009年シーズンにASローマのスーパーリーグ・フォーミュラでレースをした。 エンリケ・ベルノルディがFIA GTの任務に就いている間、彼はシリーズのモンツァラウンドでCRフラメンゴをドライブするシリーズに戻った。
2010年、彼はLMP2スのクルーズシュレーダーチームのル・マンシリーズに参戦。同じチームからル・マン24時間レースにも初出場した。
この間彼は2012年までFIAフォーミュラ2テストドライバーも勤めている。
2016年から現在まで、彼はル・マンのプロトタイプのヒストリック・フォーミュラワンと耐久レースレジェンドでレースし、2019年に、ペスカロロ・LMP1でシルバーストンクラシックのポールポジションを獲得し、2勝を挙げてレースウィークエンドを支配した。
2020年には2度目のル・マン24時間レースに挑戦。LMP2クラスで出場し、IDECスポーツのオレカ07をドライブし、クラスで11位、総合15位で完走した。

## レース成績

### ル・マン24時間レース
| 年     | チーム                           | コ・ドライバー                    | 車両                    | クラス | 周回数 | 総合順位 | クラス順位 |
| ------ | -------------------------------- | --------------------------------- | ----------------------- | ------ | ------ | -------- | ---------- |
| 2010年 | クルーゼ シラー モータースポーツ | ジーン・デ・プルタレス 野田英樹   | ローラ・B07/40-ジャッド | LMP2   | 291    | 26位     | 10位       |
| 2020年 | IDECスポーツ                     | パトリック・ピレ カイル・ティリー | オレカ・07-ギブソン     | LMP2   | 363    | 15位     | 11位       |

### FIA GT1世界選手権
| 年     | チーム              | 使用車両                                | 1      | 2      | 3      | 4      | 5      | 6      | 7      | 8      | 9      | 10     | 11     | 12     | 13     | 14     | 15        | 16        | 17         | 18         | 19        | 20         | 順位 | ポイント |
| ------ | ------------------- | --------------------------------------- | ------ | ------ | ------ | ------ | ------ | ------ | ------ | ------ | ------ | ------ | ------ | ------ | ------ | ------ | --------- | --------- | ---------- | ---------- | --------- | ---------- | ---- | -------- |
| 2011年 | DKRエンジニアリング | ランボルギーニ・ムルシエラゴ LP670 R-SV | ABU QR | ABU CR | ZOL QR | ZOL CR | ALG QR | ALG CR | SAC QR | SAC CR | SIL QR | SIL CR | NAV QR | NAV CR | PRI QR | PRI CR | ORD QR 14 | ORD CR 13 | BEI QR Ret | BEI CR Ret | SAN QR 13 | SAN CR Ret | 40位 | 0        |